# Лансинг (Илиноис)
Лансинг (енгл. Lansing) град је у америчкој савезној држави Илиноис.

## Демографија
По попису из 2010. године број становника је 28.331, што је 1 (0,0%) становника мање него 2000. године.
| Група             | 2000.          | 2010.          |
| Белци             | 23.238 (82,0%) | 14.681 (51,8%) |
| Афроамериканци    | 3.029 (10,7%)  | 8.949 (31,6%)  |
| Азијати           | 203 (0,7%)     | 267 (0,9%)     |
| Хиспаноамериканци | 1.624 (5,7%)   | 4.103 (14,5%)  |
| Укупно            | 28.332         | 28.331         |